# 松本市警察
松本市警察（まつもとしけいさつ）は、かつて存在した長野県松本市の自治体警察。

## 概要
旧警察法施行で、従来の長野県警察部が解体され、1948年（昭和23年）3月7日に松本市警察署が設置された。
その後、1954年（昭和29年）に、旧警察法が全面改正される形で新警察法が公布された。これにより国家地方警察と自治体警察が廃止され、新たに都道府県警察として長野県警察本部が発足。松本市警察も長野県警察に統合され、姿を消した。